# Rudgea recurva
Rudgea recurva är en måreväxtart som beskrevs av Johannes Müller Argoviensis. Rudgea recurva ingår i släktet Rudgea och familjen måreväxter. Inga underarter finns listade i Catalogue of Life.